# Zona de Baixes Emissions Rondes Barcelona
La Zona de Baixes Emissions Rondes Barcelona, també coneguda com a ZBE Rondes Barcelona, és una zona de baixes emissions de l'Àrea metropolitana de Barcelona per on no poden circular vehicles que no disposin del distintiu ambiental de la Direcció General de Trànsit. S'estima que la normativa afecti uns 50.000 vehicles. L'objectiu de la delimitació d'aquesta zona és millorar la qualitat de l'aire, amb una disminució de la contaminació prevista d'un 15 %, i protegir així la salut de les persones que hi viuen.

## Aplicació

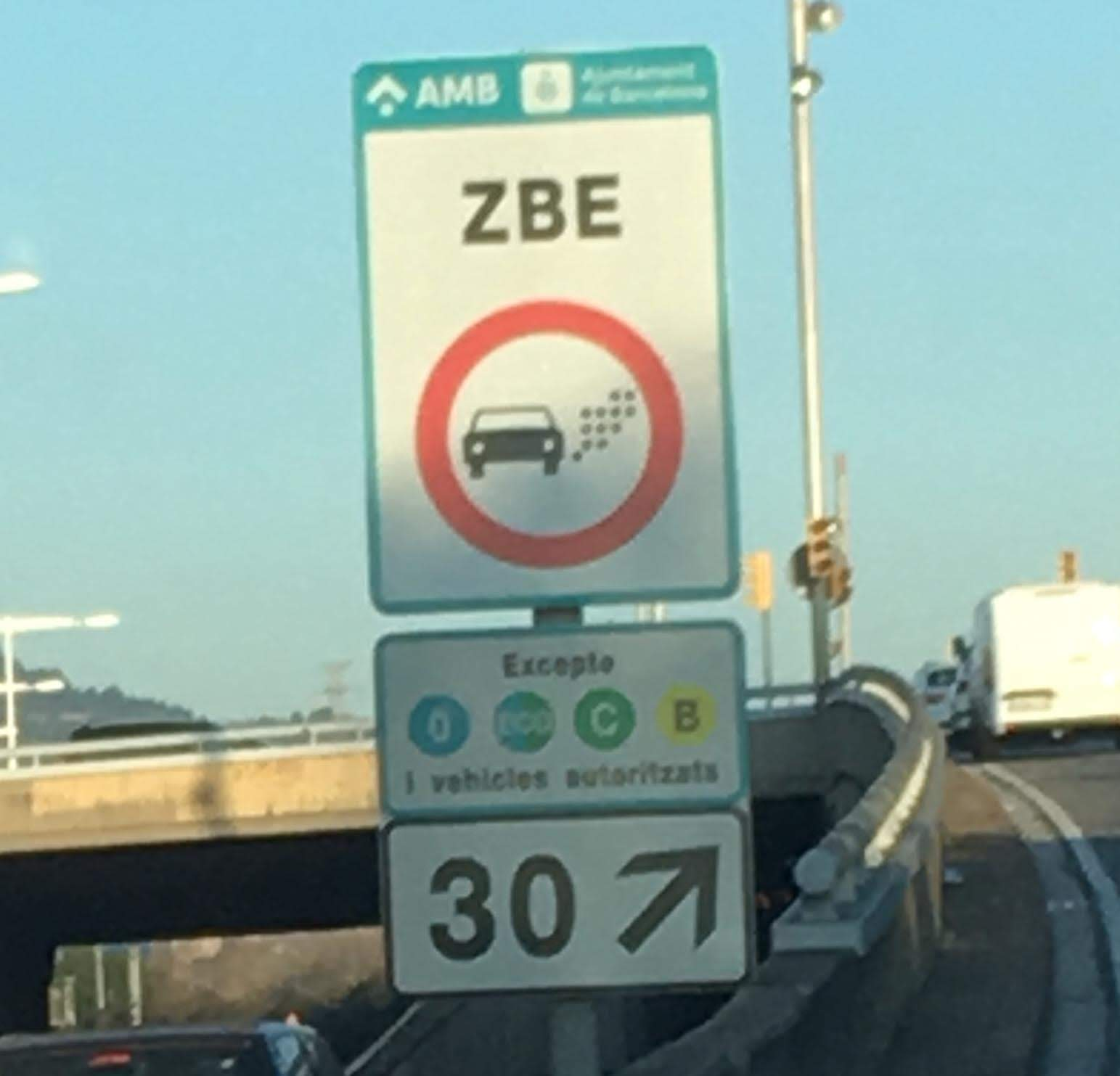
Rètol indicatiu de l'inici de la ZBE a la Ronda Litoral

En termes generals, la normativa aplica des de l'1 de gener de 2020, els dies feiners de dilluns a divendres, entre les 7 hores del matí i les 8 del vespre, a aquells vehicles als quals no els correspongui el distintiu ambiental de la DGT.
Els vehicles que sí poden circular són:
|  | Vehicles elèctrics amb bateria (BEV) Vehicles elèctrics amb autonomia estesa (REEV) Vehicles elèctrics híbrids endollables (PHEV) amb una autonomia mínima de 40 km Vehicles de pila de combustible |
|  | Vehicles híbrids endollables amb autonomia inferior a 40 km Vehicles híbrids no endollables (HEV) Vehicles propulsats per gas natural Vehicles propulsats per gas natural (GNC i GNL) o gas liquat del petroli (GLP) |
|  | Turismes i furgonetes lleugeres de gasolina, matriculades a partir de gener de 2006 Turismes i furgonetes lleugeres dièsel matriculades a partir de 2014 Vehicles de més de 8 places i pesats, de gasolina o dièsel, matriculats a partir del 2014 Els vehicles de gasolina han de complir la norma Euro 4,5 i 6, i els dièsel la Euro 6.      |
|  | Turismes i furgonetes lleugeres de gasolina matriculades a partir de gener de 2000 Turismes i furgonetes lleugeres dièsel matriculades a partir de gener de 2006 Vehicles de més de 8 places i pesats, de gasolina o dièsel, matriculats a partir del 2005 Els vehicles de gasolina han de complir la norma Euro 3, i els dièsel, l'Euro 4 i 5 |

Els municipis que inclou la ZBE Rondes Barcelona són: Barcelona (excepte la Zona Franca Industrial i el barri de Vallvidrera, el Tibidabo i les Planes), l'Hospitalet de Llobregat, Sant Adrià de Besòs i parts d'Esplugues de Llobregat i Cornellà de Llobregat. La zona d'aplicació té una superfície total d'uns 95 km², la qual cosa la converteix en la major zona amb trànsit restringit del sud d'Europa.
Per controlar l'accés autoritzat a dins de la ZBE, es van instal·lar unes 60 càmeres capaces de llegir les matrícules dels vehicles que hi circulen, amb la previsió que arribin a ser unes 200. Per a aquells vehicles que no compleixin amb la normativa, està previst que s'hi apliquin sancions d'entre 100 i 1.800 euros.
També es preveu fomentar l'ús del transport públic per tal de poder assumir el transvasament dels usuaris del transport privat, ara penalitzat, amb el reforçament del servei dels seus diferents operadors: Metro, Bus, Tram, FGC i Rodalies de Catalunya.

### Excepcions i exempcions
No estan afectats els vehicles dels considerats com a serveis essencials, com ara:
- Vehicles de persones amb mobilitat reduïda
- Emergències: ambulàncies, bombers, policia
- Serveis mèdics i serveis funeraris
- Vehicles per transportar persones amb malalties que els dificulten l'accés al transport públic

Els vehicles amb matrícula estrangera, els que no tenen distintiu ambiental i els vehicles històrics poden demanar una autorització temporal per circular dins de la ZBE.
Es va declarar una moratòria durant l'any 2020, en què podran circular els vehicles professionals i els vehicles de persones amb renda baixa que necessiten el seu vehicle per a exercir la seva activitat professional. No podran circular a partir de l'1 de gener de 2021.

## Impacte
El primer dia d'aplicació d'aquestes restriccions de trànsit (2 de gener), es va avaluar entre un 11 % i un 15 % la disminució del trànsit de vehicles a la ZBE. El primer dia laborable amb plena activitat (8 de gener), però, no es va detectar ni una disminució significativa del volum de transport privat, ni un increment en l'ús del transport públic.

## Antecedents
Barcelona supera habitualment els nivells de contaminants per diòxid de nitrogen (NO₂) recomanats per l'Organització Mundial de la Salut. De fet, es considera que el trànsit n'és el principal responsable, en generar el 60 % del diòxid de nitrogen i un 80 % de les partícules ultrafines. Per tal de redreçar aquesta situació, l'Ajuntament de Barcelona va implantar les anomenades superilles, de les quals la ZBE n'és un complement.

## Controvèrsia
Alguns col·lectius, com la Federació d'Associacions de Veïns i Veïnes de Barcelona (FAVB), han criticat la mesura per insuficient, i afirmen que no farà reduir el nombre de vehicles en la zona, només canviarà la seva consideració ambiental. També argumenten que fomentarà l'adquisició de nous vehicles privats, en contra de l'opinió de la regidora Janet Sanz, que espera que molts dels usuaris del vehicle privat passin a fer servir el transport públic. L'organització Ecologistes en Acció proposa imposar un peatge a l'entrada del vehicle privat en la zona, de cara a reduir significativament els nivells de contaminació. Per la seva banda, en un estudi del Reial Automòbil Club de Catalunya s'afirma que la xarxa de transport públic no serà capaç d'absorbir el transvasament dels usuaris dels vehicles privats cap al transport públic.